# Elecciones presidenciales de Chad de 2024
Las elecciones presidenciales de Chad, se celebraron el 6 de mayo de 2024. Las elecciones se celebraron tras un referéndum constitucional celebrado el 17 de diciembre de 2023, tras la muerte del presidente Idriss Déby en 2021. El actual presidente de transición, Mahamat Déby, hijo del presidente anterior, se presentó para un mandato completo como candidato del Movimiento Patriótico de Salvación, ganando las elecciones y llevando a otra extensión de 34 años de gobierno de la familia Déby.

## Antecedentes
En octubre de 2022, el actual presidente, Mahamat Déby, prorrogó el periodo de transición por otros dos años. A pesar de haber declarado previamente que no tenía la intención de suceder a su padre, esta vez también declaró que era elegible para ser elegido para un mandato completo. Las fuerzas de seguridad de Chad mataron a tiros al menos a 128 manifestantes en un día y detuvieron a cientos más.

## Sistema electoral
El Presidente de Chad es elegido para un mandato de cinco años mediante un sistema de dos vueltas, siendo necesaria una mayoría absoluta en la primera vuelta para evitar una segunda vuelta.

## Candidatos

### Registrados
- Mahamat Déby Itno, Presidente Transicional de Chad (2021-presente)[7]
- Succès Masra, Primer ministro de Chad en ejercicio.[8]
- Albert Pahimi Padacké, antiguo primer ministro en Chad.[9]

### Retirados
- Yaya Dillo Djérou, asesinado por las fuerzas gubernamentales poco después del anuncio de la fecha de la votación.[10]
- Saleh Kebzabo, el ex primer ministro se retiró después del asesinato de Djérou.[11]

## Incidentes y enfrentamientos
En octubre de 2023, el gobernante Déby prorrogó el periodo de transición por otros dos años. A pesar de haber declarado previamente que no tenía la intención de suceder a su padre, esta vez también declaró ser elegible para ser elegido después de todo. Las fuerzas de seguridad de Chad mataron a tiros al menos a 128 manifestantes en un día y encarcelaron a cientos más.
Tras el anuncio de la fecha de las elecciones el 28 de febrero de 2024, estallaron enfrentamientos en la capital, Yamena, después de que el gobierno dijera que simpatizantes del opositor Partido Socialista sin Fronteras (PSF) atacaron la sede de la Agencia Nacional de Seguridad del Estado (ANSE) e intentaron asesinar al presidente del Tribunal Supremo, Samir Adam Annour. Posteriormente, las fuerzas gubernamentales sitiaron la sede del PSF, lo que provocó varias muertes, incluida la del líder del PSF, Yaya Dillo Djérou, primo de Deby, que había anunciado su intención de postularse a la presidencia y era considerado su principal oponente, en lo que las autoridades dijeron que fue un tiroteo. 
El 12 de abril de 2024, el partido político “Chad Unido” presentó una denuncia contra la coalición Chad Unido de Mahamat Idriss Deby Itno acusada de plagio.  El 13 de abril, los obispos de Chad pidieron a los partidos políticos el buen desarrollo de las elecciones presidenciales. 

## Campaña
El 15 de marzo finalizó el plazo de presentación de candidaturas, una quincena de candidatos presentaron sus candidaturas al Consejo Constitucional.
La Autoridad Nacional de Gestión Electoral de Chad (ANGE, por sus siglas en inglés) emitió una prohibición de tomar fotografías y videos de los resultados, así como de su publicación en las redes sociales o cualquier otra plataforma de radio o televisión, diciendo que los partidos de oposición podrían subir resultados manipulados para incitar a la violencia.
Como parte de su campaña, Succès Masra dio a conocer lo que llamó un "paquete mínimo de dignidad", que incluye un plan quinquenal para generar 200.000 puestos de trabajo, divididos a partes iguales entre el sector privado y el público.

## Resultados
El 9 de mayo de 2024, Mahamat Idriss Déby fue elegido en primera vuelta con más del 61% de los votos emitidos. Su principal oponente, el primer ministro Succès Masra, se declaró ganador y cuestionó los resultados, denunciando fraude. En tercer lugar, Pahimi Padacké Albert felicita a Mahamat Idriss Déby.  El 12 de mayo, el partido Les Transformateurs de Succès Masra presentó un recurso ante el consejo constitucional. El Consejo Constitucional proclamó el 16 de mayo los resultados definitivos de las elecciones presidenciales, dando ganador a Mahamat Idriss Déby Itno con el 61% de los votos. El llamamiento de éxito de Masra al Consejo Constitucional fue rechazado.

## Consecuencias
El 22 de mayo, Succès Masra presentó su dimisión como primer ministro, así como la del gobierno de transición. El 23 de mayo, Mahamat Déby prestó juramento como Presidente elegido.